# Il a plu sur le grand paysage
Pour plus de détails, voir Fiche technique et Distribution.
Il a plu sur le grand paysage est un film documentaire du réalisateur belge Jean-Jacques Andrien sur le monde des agriculteurs de l’est de la Belgique en lutte pour leur survie. Le film est sorti en 2012.

## Fiche technique
- Réalisation : Jean-Jacques Andrien
- Image : Yorgos Arvanitis
- Son : Jean-Jacques Andrien
- Montage : Cédric Zoenen, Isabelle Dedieu et Gilles Volta
- Mixage : Gérard Rousseau
- Production délégué : Yasmine Kassari, Les Films de la Drève

## Distribution
- José Munnix
- Gustave Wuidart
- Alice Wuidart
- Fernand Drouguet
- Marc Drouguet
- Marilyne Creutz
- Francis Creutz
- Henri Lecloux
- Luc Hollands
- Nicolas Thimister